# NGC 5774
NGC 5774 (również PGC 53231 lub UGC 9576) – galaktyka spiralna z poprzeczką (SBcd), znajdująca się w gwiazdozbiorze Panny w odległości około 85 milionów lat świetlnych od Ziemi. Odkrył ją 26 kwietnia 1851 roku Bindon Stoney – asystent Williama Parsonsa. Galaktyka ta należy do gromady galaktyk w Pannie.
Galaktyka NGC 5774 znajduje się na wczesnym etapie połączenia z sąsiadującą galaktyką NGC 5775. Powstały już pomosty wodoru łączące obie galaktyki, jednak żadna z nich nie wytworzyła jeszcze ogona pływowego, strumienia złożonego z gazu oraz gwiazd.